# Geodorcus
Geodorcus es un género de coleóptero de la familia Lucanidae.

## Especies
Las especies de este género son:
- Geodorcus alsobius
- Geodorcus auriculatus
- Geodorcus capito
- Geodorcus helmsi
- Geodorcus ithaginis
- Geodorcus montivagus
- Geodorcus novaezealandiae
- Geodorcus philpotti
- Geodorcus servandus
- Geodorcus sororum